# Pablo Kosiner
Pablo Francisco Juan Kosiner (Buenos Aires, 21 de octubre de 1964) es un abogado y político argentino. Supo ser Diputado Nacional por la Provincia de Salta y presidir del Bloque Justicialista e interbloque Argentina Federal.

## Biografía
Pablo Kosiner se recibió de abogado en la Universidad Católica de Salta. Tras haber sido becario de la Fundación Universitaria Río de la Plata trabajó en la actividad pública como Miembro del Directorio del Instituto Provincial de Seguros de la Provincia; Secretario de Estado de Gobierno de la Provincia; Prosecretario de la Cámara de Senadores de la Provincia; Docente de la Cátedra de Derecho Público Provincial de la Universidad Católica; Ex Asesor Profesional de la Dirección General Impositiva – Seccional Salta; Ejercicio de la Profesión en el Foro de la Ciudad de Salta (Matrícula con Licencia en el Colegio de Abogados y Procuradores de la Provincia de Salta); Convencional Municipal para la Elaboración de la Carta Orgánica de la Ciudad de Salta
Luego de todo eso fue elegido diputado provincial en el año 1999. Ejerció su cargo como diputado provincial hasta 2007, previa reelección en el año 2003.
Se desempeñó como Ministro de Gobierno, Ministro del Interior y Ministro de Seguridad durante el primer período como gobernador de Juan Manuel Urtubey. En el año 2011 fue elegido Diputado Nacional por la Provincia de Salta.
En el año 2015 Kosiner buscó renovar su banca como diputado nacional. Sería el segundo candidato a diputado nacional en las listas del Frente para la Victoria que llevaba a Scioli como candidato a presidente. Delante de Kosiner estaba Javier David que hasta entonces había sido diputado provincial. Los resultados obtenidos en las elecciones generales posibilitó la renovación del escaño de Kosiner ya que el FPV fue el más votado y obtuvo dos bancas, las dos restantes serían para Miguel Nanni de Cambiemos y Alfredo Olmedo de UNA.
En el año 2019 Kosiner buscaría una vez más ser diputado nacional pero esta vez como primer candidato de Consenso Federal en la provincia. Pablo apoyaba la candidatura a vicepresidente de Juan Manuel Urtubey. Fue vicepresidente de la comisión de Salud y Niñez además de integrar las comisiones de Acción Social y Becas; Cultura, Educación y Prensa; Deportes, Turismo y Recreación; y Asuntos Vecinales, Organizaciones Comunitarias y Defensa del Consumidor. En su gestión  como diputado presentó distintos proyectos destinados a la obra pública ad
Después de una buena elección en las PASO Kosiner saldría tercero las bancas serían para Lucas Javier Godoy, Verónica Caliva, Miguel Nanni y Virginia Cornejo.
En el 2020 se desempeñaba como Presidente del Partido Justicialista de la provincia donde ocupó cargos en la Comisión de Acción Política que comandaría Pablo Ismael Outes. Kosiner presentó su renuncia por desacuerdos con Gustavo Sáenz.